# Villa Purificación
Villa Purificación es una localidad del estado mexicano de Jalisco. Es la cabecera del municipio de Villa Purificación.

## Demografía
| Gráfica de evolución demográfica |
|                                  |

| Censo | Población |
| ----- | --------- |
| 1900  | 867       |
| 1910  | 1 314     |
| 1921  | 1 181     |
| 1930  | 1 118     |
| 1940  | 1 344     |
| 1950  | 1 527     |
| 1960  | 2 476     |
| 1970  | 3 311     |
| 1980  | 2 972     |
| 1990  | 4 297     |
| 2000  | 4 504     |
| 2010  | 5 277     |
| 2020  | 5 965     |